# Thomas Fritsch
Thomas Fritsch (Dresden, 16 januari 1944 – Berlijn, 21 april 2021) was een Duitse acteur, stemacteur en schlagerzanger.

## Jeugd en opleiding
Thomas Fritsch was de zoon van de acteur Willy Fritsch en de danseres en actrice Dinah Grace (echte naam Ilse Schmidt). Tegen het einde van de Tweede Wereldoorlog vluchtte de familie naar Hamburg, waar hij na de middelbare school studeerde bij Eduard Marks, de leider van de toneelklas aan de Hochschule für Musik und Theater Hamburg. Verder nam hij nog zang- en balletonderricht. De toen 16-jarige Fritsch werd door Gustaf Gründgens geadviseerd om een acteurscarrière te beginnen. Hij maakte zijn debuut in 1963 bij het Stadttheater in Heidelberg. In 1965 werd hij aangenomen bij het Frankfurter Kleinen Theater am Zoo.

## Als filmacteur
Nog tijdens zijn opleiding bij de toneelschool werd hij ontdekt voor de film. Tot zijn bekendste films behoren Julia, Du bist zauberhaft, Das schwarz-weiß-rote Himmelbett en Das große Liebesspiel. Hij speelde naast veel bekende acteurs en actrices, waaronder Lilli Palmer, Hildegard Knef, Daliah Lavi, Marie Versini en vele anderen. Met zijn beroemde vader stond hij al drie keer voor de camera in Das gibts doch zweimal, Andere Zeiten – andere Sitten en in de speelfilm Das hab ich von Papa gelernt.
Hij probeerde ook als schlagerzanger door te breken en stond in de jaren 1960 als tieneridool meermaals op de cover van het jeugdblad Bravo. Hij werkte meermaals samen met de componiste Suzanne Doucet. Later profileerde hij zich steeds meer als theater-acteur. In de jaren 1980 maakte hij reclame van de praline Mon Cheri van de Italiaanse fabrikant Ferrero.

## Als stemacteur
Naast zijn verrichtingen bij het theater, bijvoorbeeld in het stuk Vabanque met Karin Eickelbaum en bij de televisie, werkte Fritsch ook als stemacteur voor Russell Crowe (Master and Commander: The Far Side of the World, Proof of Life), Jeremy Irons (Die Hard with a Vengeance, Kingdom of Heaven, Eragon), Aslan (The Chronicles of Narnia: The Lion, the Witch and the Wardrobe, The Chronicles of Narnia: Prince Caspian en The Chronicles of Narnia: The Voyage of the Dawn Treader), Charles Shaughnessy (The Nanny) en Edward James Olmos (Battlestar Gallactica). Verder werkte hij mee aan de Duitse uitvoeringen van een reeks bekende animatiefilms, waaronder The Lion King en Finding Nemo. Hij sprak in de South Park-aflevering The Russell-Crowe-Show de animatie-figuur van Russell Crowe. Zijn bekendste rol was die van Diego in Ice Age: The Meltdown, Ice Age: Dawn of the Dinosaurs, Ice Age: Continental Drift en Ice Age: Collision Course.

## Als hoorspelspreker
Daarnaast is Fritsch ook regelmatig als hoorspelspreker bezig. Sinds 2002 spreekt hij de Verteller (als opvolger van de in 2001 overleden Matthias Fuchs) in de hoorspelserie Die drei Fragezeichen. Deze rol sprak hij voor 12.000 toeschouwers bij het liveoptreden Superpapagei 2004. In de animatiebewerking Jim Knopf und Lucas der Lokomotivführer sprak hij de rol van Lucas. In de Duitse uitvoering van het computerspel Civilization IV werkte hij ook mee; hij sprak de teksten, origineel gelezen door Leonard Nimoy. Ook in de NDR-serie Die Mafia was hij als spreker bezig. In 2007 was hij in het ProSieben/ORF- sprookjesuur te horen/zien als verhalenverteller. Sinds 2008 speelde hij in de ZDF-tv-serie Meine wunderbare Familie de rol van Peter Engelmann. In 2008 aanvaardde hij in de meerdelige hoorspelreeks van het computerspel Sacred 2 de hoofdrol van de schaduwkrijger Garlan.

## Privéleven en overlijden
Thomas Fritsch woonde afwisselend in München en op het Griekse eiland Mykonos. Hij hield zich actief bezig met dierenbescherming. Hij overleed op 21 april 2021 op 77-jarige leeftijd.

## Filmografie

### Bioscoopfilms
- 1960: Das gibt's nur zweimal
- 1962: Julia, Du bist zauberhaft
- 1962: Das schwarz-weiß-rote Himmelbett
- 1963: Das große Liebesspiel
- 1963: Der letzte Ritt nach Santa Cruz
- 1964: …e la donna creò l'uomo
- 1964: Das hab ich von Papa gelernt
- 1964: Heiß weht der Wind
- 1964: Onkel Toms Hütte
- 1964: Die schwedische Jungfrau
- 1964: Halløj i himmelsengen
- 1967: Epihirisis Apollon
- 1972: Die Pfarrhauskomödie
- 1974: Drei Männer im Schnee
- 1976: Griechische Feigen
- 2000: Bei Berührung Tod
- 2002: Mask under Mask
- 2004: Der Wixxer

### Televisie

#### Televisiefilms
- 1980: Teegebäck und Platzpatronen
- 2004: Mit deinen Augen
- 2005: Eine Prinzessin zum Verlieben
- 2006: Das total verrückte Wunderauto
- 2008: Das Wunder von Loch Ness
- 2010: Das zweite Wunder von Loch Ness

#### Televisieseries
- 1969: Die Hupe - Eine Schülerzeitung (13 afleveringen)
- 1970, 1975: Der Kommissar (afleveringen 2x01, 7x12)
- 1974–1989: Derrick (6 afleveringen)
- 1975: Hoftheater (6 afleveringen)
- 1975: Ein Fall für Männdli (aflevering 2x09)
- 1975: Beschlossen und verkündet (aflevering 1x11)
- 1977: Drei sind einer zuviel (13 afleveringen)
- 1977: Sonderdezernat K1 (aflevering 3x03)
- 1979–1997: Der Alte (4 afleveringen)
- 1982: Schwarz Rot Gold (aflevering 1x02)
- 1984: Leute wie du und ich (aflevering 1x05)
- 1986: Detektivbüro Roth (aflevering 1x16)
- 1987, 1996: Ein Fall für zwei (afleveringen 7x01, 16x09)
- 1989: Rivalen der Rennbahn (11 afleveringen)
- 1992: Ein Heim für Tiere (aflevering 8x02)
- 1992–1993: Glückliche Reise (19 afleveringen)
- 1994: Zwei alte Hasen (6 afleveringen)
- 1995: Schwarz greift ein (afleveringen 2x11)
- 1995–1996: Der Bergdoktor (afleveringen 3x13, 4x09)
- 1997: Rosamunde Pilcher: Die zweite Chance
- 1999: Siska (aflevering 2x04)
- 2000–2003: Unser Charly (6 afleveringen)
- 2001, 2008: SOKO 5113 (afleveringen 20x10, 34x05)
- 2003: Pfarrer Braun – Das Skelett in den Dünen
- 2004: Rosamunde Pilcher – Federn im Wind
- 2004–2008: Hallo Robbie! (5 afleveringen)
- 2005: Wolffs Revier (aflevering 13x07)
- 2005: Die Rosenheim-Cops – Salsa in den Tod (aflevering 5x01)
- 2006–2009: Die Märchenstunde (16 afleveringen)
- 2007: Lilly Schönauer (aflevering 1x04)
- 2007–2010: Meine wunderbare Familie (7 afleveringen)
- 2008: Meine wunderbare Familie – Einmal Ostsee und zurück
- 2011: Rosamunde Pilcher – Verlobt, verliebt, verwirrt

### Als stemacteur in films
William Hurt
- 1995: Smoke … als Paul Benjamin
- 1996: Michael Collins … als Frank Quinlan
- 1998: Lost in Space … als Prof. John Robinson
- 1999: Die Akte Romero … als William Blake Pellarin
- 2007: Mr. Brooks – Der Mörder in Dir … als Marshall
- 2008: Das gelbe Segel … als Brett Hanson
- 2008: Der unglaubliche Hulk … als luitenant-generaal Thaddeus Ross
- 2009: Endgame… als professor Will Esterhuyse
- 2009: Damages - Im Netz der Macht ... als Daniel Purcell (televisieserie, 13 afleveringen)

Jeremy Irons
- 1995: Stirb langsam: Jetzt erst recht … als Simon Peter Gruber
- 2000: Dungeons & Dragons … als Profion
- 2005: Königreich der Himmel … als Tiberias
- 2006: Eragon – Das Vermächtnis der Drachenreiter … als Brom
- 2011: Der große Crash – Margin Call … als John Tuld
- 2011-2013: Die Borgias ... als Paus Alexander VI (televisieserie, 29 afleveringen)
- 2012: Dieb der Worte … als de oude man
- 2013: Beautiful Creatures – Eine unsterbliche Liebe … als Macon Ravenwood
- 2013: Nachtzug nach Lissabon … als Raimund Gregorius
- 2016: Batman vs Superman: Dawn of Justice ... als Alfred Pennyworth
- 2017: Justice League ... als Alfred Pennyworth

Russell Crowe
- 2000: Gladiator … als Maximus
- 2000: Lebenszeichen - Proof of Life ... als Terry Thorne
- 2003: Master & Commander – Bis ans Ende der Welt … als Jack Aubrey
- 2005: Das Comeback ... als Jim Braddock
- 2007: Todeszug nach Yuma … als Ben Wade

John Hurt
- 2001: Harry Potter und der Stein der Weisen … als Mr. Ollivander
- 2010: Harry Potter und die Heiligtümer des Todes – deel 1 … als Mr. Ollivander
- 2011: Harry Potter und die Heiligtümer des Todes – deel 2 … als Mr. Ollivander

Tim Curry
- 1993: Die drei Musketiere … als kardinaal Richelieu
- 1997: Die Schöne und das Biest: Weihnachtszauber … als Orgel Forte
- 2001: Scary Movie 2 ... als professor Oldman
- 2002: Das Königreich der Katzen … als kattenkoning

Leonard Nimoy
- Civilization IV ... als de stem van de vooruitgang

### Bioscoop
- 1994: Der König der Löwen … als Scar
- 1995: Balto – Ein Hund mit dem Herzen eines Helden … als Steele
- 1996: White Squall – Reißende Strömung … als Christopher Sheldon
- 1996: Jim Knopf und Lukas der Lokomotivführer … als Lukas de machinist
- 1997: Titanic … als Brock Lovett
- 1998: Halloweentown ... als burgemeester
- 1998: Dr. Dolittle … als aangereden hond (Lucky)
- 1998: Das Dschungelbuch, Mowglis Abenteuer … als Shir Khan
- 1998: Der König der Löwen 2 - Simbas Königreich ... als Scar
- 1999: Rudolph mit der roten Nase … als Slyly (poolvos)
- 2000: Hilfe! Ich bin ein Fisch ... als Joe
- 2000: Heavy Metal: F.A.K.K.² … als Tyler
- 2001: Apocalypse Now (redux-versie) … als kolonel Walter E. Kurtz
- 2001: Susi und Strolch 2: Kleine Strolche – Großes Abenteuer! … als Buster
- 2001: Thomas, die fantastische Lokomotive … als de conducteur
- 2002: Der Schatzplanet … als Dr. Delbert Doppler
- 2002: Ice Age … als Diego
- 2002: Minority Report … als Dr. Solomon Eddie
- 2002: Mask under Mask ... als verteller
- 2003: Das Geheimnis der Frösche … als kapitein Ferdinand
- 2003: Findet Nemo … als Niels
- 2003: Der Herr der Ringe: Die Rückkehr des Königs … als Saurons mond
- 2004: Pride – Das Gesetz der Savanne … als Eddie
- 2004: Lemony Snicket – Rätselhafte Ereignisse … als Lemony Snicket
- 2005: Steamboy … als Jeames Lloyd Steam
- 2005: Ein Duke kommt selten allein … als Jefferson Davis 'Boss' Hogg
- 2005: Corpse Bride – Hochzeit mit einer Leiche … als Bonejangles
- 2005: Robots … als Jack Hammer
- 2005: Die Chroniken von Narnia: Der König von Narnia … als Aslan
- 2006: Ice Age 2 – Jetzt taut’s … als Diego
- 2006: Battlestar Galactica … als commandant Adama
- 2006: Klang der Stille … als Ludwig van Beethoven
- 2006: Bambi 2 … als de grote prins
- 2007: Könige der Wellen … als Big Z Topanga/ Freak
- 2007: Schwerter des Königs – Dungeon Siege … als koning Konreid
- 2008: Asterix bei den Olympischen Spielen … als Caesar
- 2008: Snow Buddies … als Talon
- 2008: Kung Fu Panda … als Tai Lung
- 2008: The Dark Knight … als detective Stephens
- 2008: Sacred 2 … als schaduwkrijger
- 2008: Die Chroniken von Narnia: Prinz Kaspian von Narnia … als Aslan
- 2009: Ice Age 3 – Die Dinosaurier sind los … als Diego
- 2009: Risen … als inquisiteur Mendoza
- 2009: New Moon – Biss zur Mittagsstunde … als Marcus
- 2010: Sammys Abenteuer – Die Suche nach der geheimen Passage … als verteller
- 2010: Konferenz der Tiere … als Sokrates, de leeuw
- 2010: Die Chroniken von Narnia: Die Reise auf der Morgenröte … als Aslan
- 2011: Der Zoowärter … als gorilla
- 2011: Mein Freund, der Delfin … als Reed Haskett
- 2011: Breaking Dawn – Bis(s) zum Ende der Nacht – deel 1 … als Marcus Volturi
- 2012: Im Reich der Raubkatzen … als verteller
- 2012: Diablo 3 … als Barbar (mannelijk)
- 2012: Ice Age 4 – Voll verschoben … als Diego
- 2013: 2 Guns … als Papi Greco
- 2015: Mara und der Feuerbringer … als vuurbrenger
- 2015: Just Cause 3 … als generaal Sebastiano Di Ravello
- 2016: Ice Age 5 – Kollision voraus! … als Diego
- 2018: Jim Knopf und Lukas der Lokomotivführer ... als verteller
- 2020: Jim Knopf und die Wilde 13 ... als verteller

### Als stemacteur in series
- 1993–1999: Die Nanny (145 afleveringen) … als Maxwell Sheffield
- 1994–1996: Gargoyles – Auf den Schwingen der Gerechtigkeit (78 afleveringen) … als Goliath
- 1995–1996: Mega Man … als Pharao Man
- 1995-1999: Abenteuer mit Timon und Pumbaa ... als Speedy de slak
- 1999–2000: Jim Knopf (52 afleveringen) ... als Lukas de machinist
- 2004–2008: Battlestar Galactica (75 afleveringen) ... als William 'Bill' Adama
- 2005: Rotkäppchen ... als wolf
- 2007: Desperate Housewives (1 aflevering) ... als Glen Wingfield
- 2008, 2010: N24-Dokumentation (5 afleveringen) … als verteller
- 2009: Damages – Im Netz der Macht (13 afleveringen) … als Daniel Purcell
- sinds 2011: Grimm … Intro
- 2011–2013: Die Borgias (29 afleveringen) … als Paus Alexander VI.
- 2012: 3D-animatieserie – Der kleine Prinz … als Fuchs
- 2013: Top of the Lake (7 afleveringen) … als Matt
- 2015: Marvel’s Agents of S.H.I.E.L.D. (5 afleveringen) … als Robert Gonzales
- 2016: Game of Thrones ... als Randyll Tarly

### Liveshows
- 2004: Die drei ??? – Der Super-Papagei live uit de Color Line Arena, Hamburg … als verteller

### Videospellen
- 2005: Sid Meier's Civilization ... als verteller
- 2008: Sacred 2 ... als schaduwkrijger
- 2009: Risen ... als inquisiteur Mendoza
- 2012: Diablo 3 ... als barbaar (mannelijk)
- 2015: Just Cause 3 ... als generaal Sebastiano Di Ravello

## Discografie (selectie)

### Albums
- 1964: Das hab ich von Papa gelernt (mit Willy Fritsch, Polydor)
- 1965: Das gibt’s doch zweimal (mit Willy Fritsch, Polydor)
- 1965: Allein und doch nicht allein (Polydor)
- 1967: Mit Thomas Fritsch im Mondschein (Karussell 635146)
- 1968: Mädchen wie Samt und Seide (EMI) / Tommy und die Girls (Volksplatte 1C048-28117, identisch mit Mädchen wie Samt und Seide)
- 1969: Rendezvous mit Thomas (Columbia C 062-28373)

### EP's
- 1964: Heimliche Romanzen (Polydor)

### Singles
Polydor
- 1963: Wenn der Mondschein nicht so romantisch wär / Yokohama-Baby
- 1964: Geschichten eines Twen / Warum bleibst du nicht
- 1964: Rosie / Traurige Augen
- 1965: Ich geb’ dein Herz wieder frei / Heimliche Romanzen
- 1965: Das hab ich so gerne an dir / Das kann uns keiner nehmen
- 1965: Schau mich bitte nicht so traurig an / Mr. Dreammaker (Polydor 52570)
- 1966: Wenn aus Freundschaft Liebe wird / Meine Melodie
- 1966: Ich hab' mich so darauf gefreut / Allein und doch nicht allein
- 1967: Verliebt muss man sein / Es ist gar nicht so leicht, erwachsen zu sein
- 1967: Einmal im Leben / Wenn Wunder geschehen

EMI / Columbia
- 1968: 21 wird Susann / Verzeih den Fehler (EMI)
- 1968: Sei mal treu / Ruf mich an (Columbia)
- 1969: Ich träum’ heut Nacht von dir / Du bist zu jung (EMI)
- 1970: Fieberhaft / Sag der Babette, daß ich sie liebe (EMI)
- 1971: Der Draht in der Sonne (Coverversion des von Glen Campbell interpretierten Liedes Wichita Lineman aus dem Jahr 1968)

## Luisterboeken en hoorspelen (selectie)
- Jaren 1980: Erzähl mir was (sprookje) (MC Dolby System)
- 2006: T. C. Boyle: Wassermusik Der Hörverlag, ISBN 978-3-89940-516-3.
- 2012: Volker Präkelt: Zicke Zacke Dinokacke!: Was die Forscher in Riesenhaufen finden und was sie über die schrecklichen Echsen wissen, audio media verlag, ISBN 978-3-86804-273-3
- 2013: Judith Ruyters: Die Räuberschule – Regie: Thomas Werner (kinderhoorspel (3 delen) – WDR)
- 2002–2017: Aflevering 104-186 Die drei ??? (als verteller)
- 2006: Das Weihnachtspony cd / mc (Coppenrath)
- 2008: Hexe Lilli in Lilliput (aflevering 16) als keizer Aururon
- 2009: Stemacteur voor inquisiteur Mendoza in Risen 1 (videospel van Piranha Bytes)

## Onderscheidingen (selectie)
- 1963: Bambi
- 1963: Ernst-Lubitsch-prijs voor zijn rol in Das Schwarz-weiß-rote Himmelbett
- 1964: Bravo Otto (goud)
- 1965: Bravo Otto (zilver)
- 1966: Bravo Otto (brons)
- 1977: Bravo Otto (brons)
- 2002: Duitse prijs voor uitstekend mannelijk nasynchronisatiewerk in Second Chance – Alles wird gut

- Biblioteca Nacional de España: XX5038387
- Gemeinsame Normdatei: 124291260
- International Standard Name Identifier: 0000 0001 1457 9824
- Library of Congress Control Number: no2004086422
- MusicBrainz: 561003ef-d1e2-4beb-92a9-4adc927090e7
- Nederlandse Thesaurus van Auteursnamen: 298785765
- Réseau des bibliothèques de Suisse occidentale: 02-A012499057
- Système universitaire de documentation: 219554218
- Virtual International Authority File: 35385572